# Campeonato Brasileiro Série A 2009
Die Campeonato Brasileiro Série A 2009 war die 53. Spielzeit der höchsten brasilianischen Fußballliga, der Série A.

## Saisonverlauf
Die Série A startete am 9. Mai 2009 in ihre neue Saison und endete am 6. Dezember 2009.
Nach der Saison wurden wie jedes Jahr Auszeichnungen an die besten Spieler des Jahres vergeben. Beim Prêmio Craque do Brasileirão wurde Diego Souza vom SE Palmeiras als bester Spieler der Saison ausgezeichnet. Favorit der Fans wurde Darío Conca vom Fluminense FC. Der „Goldene Ball“, vergeben von der Sportzeitschrift Placar, ging an Adriano vom Meister CR Flamengo. Adriano war Torschützenkönig mit 19 Treffern gemeinsam mit Diego Tardelli vom Atlético Mineiro.
Spielmanipulation
Ende Februar 2018 gestand der Douglas Costa eine Spielmanipulation in der Saison 2009 ein. Die Klubführung sowie Fans seines damaligen Klubs Grêmio FBPA, sollen die Spieler beeinflusst haben, ein Spiel gegen Flamengo am letzten Spieltag der Saison bewusst zu verlieren. Hintergrund war der mögliche Titelgewinn des Lokalrivalen von Grêmio dem SC Internacional. Dieser hätte bei einem Sieg und gleichzeitiger Niederlage oder Unentschieden von Flamengo Meister werden können. Aus Angst vor Übergriffen der Fans von Grêmio sollen die Spieler absichtlich verloren haben. Durch die Niederlage von Grêmio wurde Flamengo Meister.

## Tabelle
| Pl. | Verein               | Sp. | S  | U  | N  | Tore    | Diff. | Punkte |
| --- | -------------------- | --- | -- | -- | -- | ------- | ----- | ------ |
| 1.  | CR Flamengo          | 38  | 19 | 10 | 9  | 058:440 | +14   | 67     |
| 2.  | SC Internacional     | 38  | 19 | 8  | 11 | 064:440 | +20   | 65     |
| 3.  | FC São Paulo (M)     | 38  | 18 | 11 | 9  | 057:420 | +15   | 65     |
| 4.  | Cruzeiro EC          | 38  | 18 | 8  | 12 | 058:530 | +5    | 62     |
| 5.  | SE Palmeiras         | 38  | 17 | 11 | 10 | 058:450 | +13   | 62     |
| 6.  | Avaí FC (N)          | 38  | 15 | 12 | 11 | 061:520 | +9    | 57     |
| 7.  | Atlético Mineiro     | 38  | 16 | 8  | 14 | 055:560 | −1    | 56     |
| 8.  | Grêmio FBPA          | 38  | 15 | 10 | 13 | 067:460 | +21   | 55     |
| 9.  | Goiás EC             | 38  | 15 | 10 | 13 | 064:650 | −1    | 55     |
| 10. | SC Corinthians (N) 1 | 28  | 4  | 10 | 14 | 050:540 | −4    | 22     |
| 11. | Grêmio Barueri (N)   | 38  | 12 | 13 | 13 | 059:520 | +7    | 49     |
| 12. | FC Santos            | 38  | 12 | 13 | 13 | 058:580 | ±0    | 49     |
| 13. | EC Vitória           | 38  | 13 | 9  | 16 | 051:570 | −6    | 48     |
| 14. | Athletico Paranaense | 38  | 13 | 9  | 16 | 042:490 | −7    | 48     |
| 15. | Botafogo FR          | 38  | 11 | 14 | 13 | 052:580 | −6    | 47     |
| 16. | Fluminense FC        | 38  | 11 | 13 | 14 | 049:560 | −7    | 46     |
| 17. | Coritiba FC          | 38  | 12 | 9  | 17 | 048:600 | −12   | 45     |
| 18. | EC Santo André (N)   | 38  | 11 | 8  | 19 | 046:610 | −15   | 41     |
| 19. | Náutico Capibaribe   | 38  | 10 | 8  | 20 | 048:710 | −23   | 38     |
| 20. | Sport Recife         | 38  | 7  | 10 | 21 | 048:710 | −23   | 31     |

| (M) | Meister des Vorjahres    |
| (N) | Aufsteiger des Vorjahres |

## Torschützenliste
| Pl. | Nat.        | Spieler        | Verein           | Tore    |
| --- | ----------- | -------------- | ---------------- | ------- |
| 1   | Brasilianer | Adriano        | CR Flamengo      | 19 Tore |
| 1   | Brasilianer | Diego Tardelli | Atlético Mineiro | 19 Tore |
| 3   | Brasilianer | Val Baiano     | Grêmio Barueri   | 18 Tore |
| 4   | Brasilianer | Washington     | FC São Paulo     | 17 Tore |
| 5   | Brasilianer | Alecsandro     | Internacional    | 16 Tore |
| 6   | Brasilianer | Roger          | EC Vitória       | 15 Tore |

## Die Meistermannschaft von CR Flamengo
| 5. | CR Flamengo |
|    | - Tor: Bruno (37 Spiele/kein Tor); Diego (1/0) - Abwehr: Álvaro (13/0); Juan (19/1); Ronaldo Angelim (36/1); Marlon (1/0); David (10/1); Fabrício (7/0); Everton Silva (15/0); Welinton (22/0); Maxwell (3/0); Rafael Galhardo (3/0) - Mittelfeld: Kléberson (16/1); Ibson (9/0); Zé Roberto (25/5); Léo Moura (32/4); Rômulo (1/0); Toró (22/0); Dejan Petković (23/8); Éverton (24/2); Gonzalo Fierro (24/1); Claudio Maldonado (13/1); Willians (31/1); Airton (30/0); Erick Flores (8/0); Lenon (9/0); Alex Cruz (2/0); Camacho (9/0) - Angriff: Adriano (30/19); Gil (1/0); Dênis Marques (12/2); Bruno Mezenga (6/0); Josiel (5/2); Maxi Biancucchi (5/0); Emerson Sheik (11/6); Tartá (4/0); Bruno Paulo (4/0) |

Aleilson bestritt ein Spiel im Zuge der Meisterschaft, hatte aber zum Zeitpunkt des Titelgewinns den Klub verlassen.